# Muziris wiehlei
Muziris wiehlei är en spindelart som beskrevs av Lucien Berland 1938. Muziris wiehlei ingår i släktet Muziris och familjen hoppspindlar. Inga underarter finns listade i Catalogue of Life.